# حسین‌آباد (رستم)
حسین‌آباد رستم روستایی از توابع شهرستان رستم در استان فارس ایران است. این روستا در ۴۵ کیلومتری شهر نورآباد واقع گردیده که یکی از بزرگ‌ترین روستاهای شهرستان رستم می‌باشد به علت وجود رودخانه تنگ شیو و بالا بودن سطح آب در این منطقه، شغل اصلی مردم، کشاورزی و دامپروری می‌باشد.

## تاریخچه
نام روستا برگرفته از نام حسینقلی خان رستم، یکی از خوانین منطقه می‌باشد که با جمع کردن چهار طایفه(میرفردی-داوید-گیوه کش-بختیاری) این روستا را بنا نموده‌است. نام قدیمی روستا کلگه می‌باشد که نشانگر قدمت سکونت گاهی بودن این منطقه و روستا می‌باشد.در شمال غربی این روستا یک آثار تاریخی به نام دی دور (مادر دختر) وجود دارد که متعلق به دوره هخامنشیان می‌باشد که امروزه قسمت داخلی آن تخریب گردیده‌است.

## جمعیت
این روستا در دهستان رستم سه قرار دارد و براساس سرشماری مرکز آمار ایران در سال ۱۳۸۵، جمعیت آن ۱٬۴۵۰ نفر (۲۶۹خانوار) بوده‌است.